# Osvald István
Osvald István, Oswald (Pest, 1867. június 29. – Budapest, 1944. december 26.) magyar jogász, bíró, magyar királyi titkos tanácsos, felsőházi tag, a Magyar Királyi Kúria elnöke 1934 és 1937 között.

## Élete
Középiskolai tanulmányait a budapesti Piarista Gimnáziumban végezte, majd 1890-ben a budapesti tudományegyetem jogi karán doktorált, ezután bírósági szolgálatba lépett. 1894-től 1898-ig Füleken volt járásbírósági aljárásbíró, majd 1901-ig honvéd főhadnagy-hadbíróként dolgozott. Ezután az Igazságügyi Minisztériumba került, ahol törvényszéki bíró lett. 1906-től a budapesti ítélőtáblán dolgozott előbb elnöki titkárként, 1909-től pedig bíróként.
1916-ban címzetes kúriai bíróként a pozsonyi törvényszék elnöke, majd a következő évben a budapesti ítélőtábla tanácselnöke lett. 1918-tól a budapesti törvényszék elnöke, 1926 és 1929 novembere között kúriai tanácselnök volt. Ekkor a Magyar Királyi Kúria másodelnökévé nevezték ki. Tisztségéből fakadóan tagja lett a Felsőháznak, ahol a mentelmi bizottság jegyzője, valamint a közjogi törvénykezési bizottság és az országos legfőbb fegyelmi bíróság tagja lett. 1934-ben a Kúria elnökévé nevezték ki. 1937 októberében nyugalomba vonult.
Élénken részt vett a társadalmi életben, igazgatósági tagja volt a Szent István Társulatnak és az Országos Bírói és Ügyészi Egyesületnek, alelnöke a Tisztviselői Kaszinónak, valamint társelnöke a Közszolgálati Alkalmazottak Nemzeti Szövetségének és a Budapesti Piarista Diákszövetségnek. Az egységes bírói és ügyvédi vizsgálóbizottság elnökhelyetteseként és a fiatalkorúak budapesti felügyelő hatóságának elnökeként is működött. 1931-től a Magyar Jogászegylet elnöke volt.
1944 karácsonyán hunyt el 77 éves korában. Sírja a Fiumei úti sírkertben található.